# Nous sommes tous des assassins (roman)
Nous sommes tous des assassins est le septième roman de Jean Meckert publié en 1952 dans la collection Blanche des Éditions Gallimard.
Il s’agit de la novélisation du scénario écrit par André Cayatte et Charles Spaak pour le film homonyme.

## Éditions
- 1952 : collection Blanche, Éditions Gallimard[1]
- 2008 : collection Arcanes,  Éditions Joëlle Losfeld[2]

## Autour du livre
André Cayatte et Charles Spaak signent une préface élogieuse à l’édition originale de la novélisation : « Comme il était à prévoir, Jean Meckert s’est intéressé à certains de nos personnages plus qu’à d’autres ; il a bouleversé l’ordre des épisodes, en supprimant quelques-uns pour en créer de nouveaux ; il a sacrifié plusieurs points de vue intellectuels pour ne se préoccuper que des individus et de leurs réactions brutales ; il nous a adaptés, à toutes les pages, déformés et trahis avec loyauté constante dont nous lui sommes infiniment reconnaissants. »

## Sources
- Polar revue trimestrielle no 16, octobre 1995